# 10502 Armaghobs
10502 Armaghobs este un asteroid care intersectează orbita planetei Marte.

## Descriere
10502 Armaghobs este un asteroid care intersectează orbita planetei Marte. El prezintă o orbită caracterizată de o semiaxă mare de 2,31 ua, o excentricitate de 0,32 și o înclinație de 21,9° în raport cu ecliptica.